# Vedovi Neri
I Vedovi Neri è un club immaginario creato da Isaac Asimov per una serie di brevi racconti gialli che egli iniziò a scrivere dal 1971. La maggior parte dei racconti furono pubblicati nell'Ellery Queen's Mystery Magazine.
I racconti seguono sempre la stessa convenzione: i sei membri del club ed un ospite si riuniscono a cena, serviti dall'incomparabile cameriere Henry Jackson, anche lui membro onorario dei Vedovi Neri. Durante la cena l'ospite propone sempre un mistero che i membri del club provano a risolvere, ma solo Henry vede la corretta (e di solito molto semplice) soluzione.
I Vedovi Neri è basato su un circolo letterario che Asimov cita come il Trap Door Spiders; i membri dei Vedovi sono basati su persone reali di tale club, alcuni di loro famosi scrittori:
- Geoffrey Avalon (L. Sprague de Camp)
- Emmanuel Rubin (Lester del Rey)
- James Drake (Dr. John D. Clark)
- Thomas Trumbull (Gilbert Cant)
- Mario Gonzalo (Lin Carter)
- Roger Halsted (Don Bensen)
- Henry Jackson

Secondo Asimov, Henry, che è un personaggio inventato, può essere stato ispirato in gran parte da Jeeves dei romanzi di P.G. Wodehouse.

## Opere
I libri contengono ognuno dodici racconti. In molti casi, nove storie sono già state pubblicate mentre tre sono nuove. Come è usuale per le raccolte di Asimov, molti racconti sono preceduti o seguiti da commenti dell'autore.
1. Il club dei Vedovi Neri o I racconti dei Vedovi Neri (Tales of the Black Widowers, 1974), Sonzogno, 1975; Minimum fax, 2006.
2. Largo ai Vedovi Neri o Dodici casi per i Vedovi Neri (More Tales of the Black Widowers, 1976), Rizzoli, 1982; Minimum fax, 2007.
3. Il club dei Vedovi Neri (Casebook of the Black Widowers, 1980); Mondadori, 1983; Giallo Mondadori Oro n. 19, 2014
4. I banchetti dei Vedovi Neri (Banquets of the Black Widowers, 1984); Mondadori, 1986; Minimum fax, 2008; Giallo Mondadori Oro n. 22, 2015
5. Gli enigmi dei Vedovi Neri (Puzzles of the Black Widowers, 1990); Rizzoli 1990; Minimum fax, 2009
6. Return of the Black Widowers, postumo, 2003 (inedito in italiano).

### Elenco racconti
| Anno | Titolo originale                                            | Titolo italiano                                                              | Antologia che lo contiene                                                                     |
| ---- | ----------------------------------------------------------- | ---------------------------------------------------------------------------- | --------------------------------------------------------------------------------------------- |
| 1972 | The Acquisitive Chuckle                                     | La risatina ghiotta                                                          | I racconti dei Vedovi Neri                                                                    |
| 1972 | Ph as in Phony The Phony Ph.D.                              | F come fasullo La docenza truccata                                           | I racconti dei Vedovi Neri Estate gialla 80                                                   |
| 1972 | Truth to Tell The Man Who Never Told a Lie                  | A dire il vero L'uomo che non diceva mai bugie                               | I racconti dei Vedovi Neri Inverno Giallo 82-83                                               |
| 1972 | Go, Little Book! The Matchbook Collector                    | Va', librettino! Il collezionista                                            | I racconti dei Vedovi Neri Estate Gialla 78                                                   |
| 1973 | Early Sunday Morning The Biological Clock                   | Domenica mattina presto                                                      | I racconti dei Vedovi Neri                                                                    |
| 1973 | The Obvious Factor                                          | Il fattore ovvio                                                             | I racconti dei Vedovi Neri Inverno Giallo 80-81                                               |
| 1973 | The Pointing Finger                                         | Il dito puntato                                                              | I racconti dei Vedovi Neri                                                                    |
| 1973 | Miss What? A Warning to Miss Earth                          | Miss Chi?                                                                    | I racconti dei Vedovi Neri                                                                    |
| 1973 | Out of Sight The Six Suspects                               | Fuori vista                                                                  | I racconti dei Vedovi Neri                                                                    |
| 1974 | The Lullaby of Broadway                                     | La ninnananna di Broadway                                                    | I racconti dei Vedovi Neri                                                                    |
| 1974 | Yankee Doodle went to Town                                  | Yankee Doodle andò in città                                                  | I racconti dei Vedovi Neri                                                                    |
| 1974 | The Curious Omission                                        | Una curiosa omissione                                                        | I racconti dei Vedovi Neri                                                                    |
| 1974 | When No Man Pursueth                                        | Non c'è chi lo perseguiti Senza che nessuno lo insegua Se nessuno lo insegue | Largo ai Vedovi Neri Il delitto è servito; Inverno giallo 92-93 Dodici casi per i Vedovi Neri |
| 1974 | Quicker Than the Eye                                        | Più svelto dell'occhio                                                       | Largo ai Vedovi Neri                                                                          |
| 1974 | The Iron Gem A Chip of the Black Stone                      | La gemma di ferro                                                            | Largo ai Vedovi Neri                                                                          |
| 1974 | The Three Numbers All in the Way You Read It                | I tre numeri                                                                 | Largo ai Vedovi Neri                                                                          |
| 1974 | Nothing Like Murder                                         | Mancato assassinio                                                           | Largo ai Vedovi Neri                                                                          |
| 1974 | No Smoking Confessions of an American Cigarette Smoker      | Vietato fumare                                                               | Largo ai Vedovi Neri                                                                          |
| 1975 | The One and Only East                                       | Il solo e unico Est                                                          | Largo ai Vedovi Neri                                                                          |
| 1975 | Earthset and Evening Star                                   | La Terra è tramontata                                                        | Largo ai Vedovi Neri                                                                          |
| 1976 | Season's Greetings!                                         | Buone Feste!                                                                 | Largo ai Vedovi Neri                                                                          |
| 1976 | Friday the Thirteenth                                       | Venerdì 13                                                                   | Largo ai Vedovi Neri Il dilemma di Benedetto XVI                                              |
| 1976 | The Unabridged                                              | L'edizione integrale                                                         | Largo ai Vedovi Neri                                                                          |
| 1976 | The Ultimate Crime                                          | Il delitto ultimo L'estremo delitto                                          | Largo ai Vedovi Neri Sherlock Holmes nel tempo e nello spazio                                 |
| 1976 | The Cross of Lorraine                                       | La croce di Lorena                                                           | Il club dei Vedovi Neri                                                                       |
| 1976 | The Family Man A Case of Income-tax Fraud                   | Il buon padre di famiglia                                                    | Il club dei Vedovi Neri                                                                       |
| 1977 | The Sports Page                                             | La pagina sportiva                                                           | Il club dei Vedovi Neri                                                                       |
| 1977 | The Missing Item                                            | L'oggetto mancante                                                           | Il club dei Vedovi Neri                                                                       |
| 1978 | The Next Day                                                | Domani                                                                       | Il club dei Vedovi Neri                                                                       |
| 1979 | Irrelevance! A Matter of Irrelevance                        | Irrilevanza                                                                  | Il club dei Vedovi Neri                                                                       |
| 1979 | None So Blind                                               | Nessuno è così cieco                                                         | Il club dei Vedovi Neri                                                                       |
| 1979 | The Backward Look                                           | Uno sguardo indietro                                                         | Il club dei Vedovi Neri                                                                       |
| 1979 | To the Barest                                               | Al più nudo                                                                  | Il club dei Vedovi Neri                                                                       |
| 1980 | The Second Best                                             | Il secondo classificato                                                      | Il club dei Vedovi Neri                                                                       |
| 1980 | What Time Is It?                                            | Che ora è?                                                                   | Il club dei Vedovi Neri                                                                       |
| 1980 | Middle Name                                                 | Il secondo nome                                                              | Il club dei Vedovi Neri                                                                       |
| 1980 | Sixty Million Trillion Combinations                         | Milioni di trilioni                                                          | I banchetti dei Vedovi Neri                                                                   |
| 1980 | The Woman in the Bar The Man Who Pretended to Like Baseball | La signora del bar                                                           | I banchetti dei Vedovi Neri                                                                   |
| 1980 | The Good Samaritan                                          | Il Buon Samaritano                                                           | I banchetti dei Vedovi Neri                                                                   |
| 1981 | The Year of the Action The Gilbert and Sullivan Mystery     | L'anno dell'azione                                                           | I banchetti dei Vedovi Neri                                                                   |
| 1981 | Can You Prove It?                                           | Può provarlo?                                                                | I banchetti dei Vedovi Neri                                                                   |
| 1982 | The Phoenician Bauble                                       | Il gingillo fenicio                                                          | I banchetti dei Vedovi Neri                                                                   |
| 1983 | A Monday in April                                           | Un lunedì d'aprile                                                           | I banchetti dei Vedovi Neri                                                                   |
| 1984 | The Driver                                                  | L'autista                                                                    | I banchetti dei Vedovi Neri                                                                   |
| 1984 | Neither Brute Nor Human                                     | Né bestie né uomini                                                          | I banchetti dei Vedovi Neri                                                                   |
| 1984 | The Redhead                                                 | La rossa                                                                     | I banchetti dei Vedovi Neri                                                                   |
| 1984 | The Wrong House                                             | La casa sbagliata                                                            | I banchetti dei Vedovi Neri                                                                   |
| 1984 | The Intrusion                                               | L'intrusione                                                                 | I banchetti dei Vedovi Neri                                                                   |
| 1985 | The Fourth Homonym                                          | Il quarto omonimo                                                            | Gli enigmi dei Vedovi Neri                                                                    |
| 1985 | Unique Is Where You Find It                                 | L'unicità si trova dove riesci a scoprirla                                   | Gli enigmi dei Vedovi Neri                                                                    |
| 1985 | Triple Devil                                                | Triplo diavolo                                                               | Gli enigmi dei Vedovi Neri                                                                    |
| 1986 | Sunset on the Water                                         | Tramonto sull'acqua                                                          | Gli enigmi dei Vedovi Neri                                                                    |
| 1986 | Where Is He?                                                | Lui dov'è?                                                                   | Gli enigmi dei Vedovi Neri                                                                    |
| 1987 | The Old Purse The Snatched Purse                            | La vecchia borsa                                                             | Gli enigmi dei Vedovi Neri                                                                    |
| 1988 | The Quiet Place                                             | Oasi di pace                                                                 | Gli enigmi dei Vedovi Neri                                                                    |
| 1989 | The Envelope                                                | La busta                                                                     | Gli enigmi dei Vedovi Neri                                                                    |
| 1989 | The Alibi                                                   | L'alibi                                                                      | Gli enigmi dei Vedovi Neri                                                                    |
| 1990 | The Four-Leaf Clover                                        | Il quadrifoglio                                                              | Gli enigmi dei Vedovi Neri                                                                    |
| 1990 | The Recipe                                                  | La ricetta                                                                   | Gli enigmi dei Vedovi Neri                                                                    |
| 1990 | The Lucky Piece                                             | Il portafortuna                                                              | Gli enigmi dei Vedovi Neri                                                                    |
| 1990 | Northwestward                                               | (inedito)                                                                    | The Return of the Black Widowers                                                              |
| 1990 | Yes, But Why?                                               | (inedito)                                                                    | The Return of the Black Widowers                                                              |
| 1990 | Lost in a Space Warp                                        | (inedito)                                                                    | The Return of the Black Widowers                                                              |
| 1990 | Police at the Door                                          | (inedito)                                                                    | The Return of the Black Widowers                                                              |
| 1990 | The Haunted Cabin                                           | (inedito)                                                                    | The Return of the Black Widowers                                                              |
| 1991 | The Guest's Guest                                           | (inedito)                                                                    | The Return of the Black Widowers                                                              |